# 岩手県道129号好摩停車場線
岩手県道129号好摩停車場線（いわてけんどう129ごう こうまていしゃじょうせん）は、岩手県盛岡市を通る一般県道である。

## 概要
好摩駅から盛岡市芋田に至る。
岩手県道301号渋民田頭線と一体となり、盛岡市玉山地区から八幡平市方面への主要道路となっている。

### 路線データ
- 実延長：2,001.8m[1]
- 起点：盛岡市好摩字夏間木105番地先[1]（JR東日本・IGRいわて銀河鉄道 好摩駅前）
- 終点：盛岡市芋田字沢田66番1地先[1]（国道4号交点）

## 歴史
- 1959年（昭和34年）3月31日 - 県道に認定される[2][3]。
- 2016年（平成28年）4月1日 - 国道4号渋民バイパスに平行する現道区間が国土交通省から岩手県に移管されたことに伴い、好摩口交差点から北の部分が当路線に組み込まれる[4]。

## 路線状況

### 重複区間
- 岩手県道301号渋民田頭線（盛岡市好摩字夏間木 - 盛岡市芋田字上芋田）

## 地理

### 通過する自治体
- 盛岡市

### 交差する道路
- 岩手県道301号渋民田頭線・大更方面（盛岡市好摩字夏間木）
- 岩手県道301号渋民田頭線・渋民方面（盛岡市芋田字上芋田・好摩口交差点）
- 国道4号（盛岡市芋田字沢田）